# کروگلوزیورنویه
کروگلوزیورنویه (به قزاقی: Krugloozyornoye) یک منطقهٔ مسکونی در قزاقستان است که در اورال، قزاقستان واقع شده‌است. کروگلوزیورنویه ۶٬۰۱۶ نفر جمعیت دارد.